# Darkthrone
Darkthrone е норвежка блек метъл група, създадена през 1986 година под името Black Death от Гюлве Нигел (барабани), Тед Скелум (вокал/китара) Ивар Енгер (китари) и Даг Нилсен (бас).

## История
Стилът им отначало е суров дет метъл. През 1988 г. групата сменя името си на Darkthrone. Групата записва три демота – Land Of Frost, Thulcandra и Cromlech, които скоро ѝ спечелват договор с английския лейбъл Peaceville Records. През 1988 година записва дългосвирещия си дебют – Soulside Journey, издаден през 1991 година. Албумът е записан в студио Sunlight в Швеция и е издържан в досегашния първичен дет стил, повлиян от Nihilist, Therion и Cadaver. Не след дълго младата банда се запознава с Euronymous и под негово влияние изоставя дет звученето, считайки го за изчерпано и еднообразно. Музикантите започват да използват характерния corpsepaint грим, избират си и псевдоними: Gylve Nagell става Fenriz, Ted Skjellum – Nocturno Culto, а Ivar Enger – Zephyrous. Басистът Dag Nilsen е недоволен от промяната на музикалната насока и напуска състава, макар и да записва бас партиите към втория студиен албум на Darkthrone – 'A Blaze In The Northern Sky.
Darkthrone основават Necrohell Studios, където записват третия си албум – Under a Funeral Moon (93). Същевременно Fenriz се занимава с проекта си Isengard, в който смесва дуум, рок, дет и блек, добавяйки и фолклорни елементи.
През 1994 Darthrone издават Transilvanian Hunger, половината песни от който са написани от Varg Vikernes. Албумът им е със значително влошено качество на звука, за сметка на което музиката е по-сурова от всякога. Творбата изобилства от сатанистки възгласи, като в песента As Flittermice As Satans Spys фразата In the name of God, let the churches burn звучи отзад напред. Антихристиянските послания в музиката и обръщенията на Fenriz предизвикват много шум около групата, вследствие на което Peaceville отказва да издава албумите на Darkthrone. Бандата започва да пише текстовете си на норвежки и се присъединява към лейбъла на Satyr – Moonfog.
След като приключва работата си по още един проект – Neptune Towers, Fenriz се връща към основната си група и през 95-а Darkthrone издават Panzerfaust. Албумът продължава музикалното развитие на блек метъла, като се усещат влиянията на Celtic Frost и Hellhammer. След приключването на записите, Zephyrous се оттегля от Darkthrone и от цялата сцена. В края на годината излиза и вторият Isengard, посветен на Frost и Satyr (Satyricon). През 96-а е издаден Total Death, чието звучене силно напомня за първите опити на Darkthrone в блека, а текстовете му са дело на легенди като Ihsahn, Satyr и др. Междувременно Fenriz записва баса в дебютния албум на бандата Dodheimsgard, а Nocturno Culto изпълнява китарите в албума Nemesis Divina на Satyricon.
Албумът Goatlord (97), написан през 1991 г., представлява липсващото звено при преминаването на Darkthrone от дет към блек метъл. Впечатляващи са бавните дуум пасажи, преплетени с траш влияния и епизодични смени в темпото. Nocturno Culto за кратко се оттегля от блек сцената и в двугодишната творческа пауза Moonfog издава компилацията Dakthrone Holy Darkthrone, в която осем млади норвежки банди отдават почит на основоположниците.
В средата на 1999 г. Fenriz и Nocturno Culto се събират и записват Ravishing Grimness, последван година по-късно от Plaguewielder.
Макар да остават верни на стила си, Darkthrone позагърбват старата агресия за сметка на по-технично и на моменти дори мелодично звучене. По-голяма част от музиката в късните творби на бандата е композирана от Nocturno Culto, след като Fenriz заявява, че не желае повече да пише песни. През пролетта на 2002 г. излиза поредната дългосвиреща атака на Darkthrone под заглавието Hate Them, продължавайки традицията с безкомпромисния си, студен норвежки звук.

## Състав
| Сегашни членове - Ноктурно Култо – вокали, китара, бас (1988– ) - Фенриз – барабани, китара, бас, клавиши (1986– ) |  | Предишни членове - Ивар Енгер – китара (1987 – 1993) - Даг Нилсен – бас (1988 – 1991) - Андерс Рисбергет – китара (1986 – 1988) |

## Дискография
| - Soulside Journey (1991) - A Blaze in the Northern Sky (1992) - Under a Funeral Moon (1993) - Transilvanian Hunger (1994) - Panzerfaust (1995) - Total Death (1996) - Ravishing Grimness (1999) - Plaguewielder (2001) - Hate Them (2003) - Sardonic Wrath (2004) - The Cult Is Alive (2006) - F.O.A.D. (2007) - Dark Thrones and Black Flags (2008) - Circle the Wagons (2010) - The Underground Resistance (2013) - Arctic Thunder (2016) - Old Star (2019) - Eternal Hails...... (2021) - Astral Fortress (2022) - Under Beskyttelse av Mørke (2005) - Too Old, Too Cold (2006) - NWOBHM (2007) - Peaceville Presents... Darkthrone (2013) | - Preparing for War (2000) - Frostland Tapes (2008) - Sempiternal Past – The Darkthrone Demos (2011) - Introducing Darkthrone (2013) - Black Death and Beyond (2014) - Land of Frost (1988) - A New Dimension (1988) - Thulcandra (1989) - Cromlech (1989) - Goatlord (1991) |